# Liste des titres musicaux numéro un au Royaume-Uni en 1997
Cette page liste les titres classés no 1 des ventes de disques au Royaume-Uni pour l'année 1997 selon The Official Charts Company.
Les classements hebdomadaires prennent en compte les ventes physiques et sont issus des 100 meilleures ventes de singles (UK Singles Chart) et des 100 meilleures ventes d'albums (UK Albums Chart). Ils sont dévoilés le dimanche.

## Classement des singles
| №  | Date         | Artiste                            | Titre                                                              | Référence |
| -- | ------------ | ---------------------------------- | ------------------------------------------------------------------ | --------- |
| 1  | 5 janvier    | Spice Girls                        | 2 Become 1                                                         |           |
| 2  | 12 janvier   | Tori Amos                          | Professional Widow (Armand's Star Trunk Funkin' Mix)               |           |
| 3  | 19 janvier   | White Town                         | Your Woman                                                         |           |
| 4  | 26 janvier   | Blur                               | Beetlebum                                                          |           |
| 5  | 2 février    | LL Cool J                          | Ain't Nobody                                                       |           |
| 6  | 9 février    | U2                                 | Discothèque                                                        |           |
| 7  | 16 février   | No Doubt                           | Don't Speak                                                        |           |
| 8  | 23 février   | No Doubt                           | Don't Speak                                                        |           |
| 9  | 2 mars       | No Doubt                           | Don't Speak                                                        |           |
| 10 | 9 mars       | Spice Girls                        | Mama / Who Do You Think You Are                                    |           |
| 11 | 16 mars      | Spice Girls                        | Mama / Who Do You Think You Are                                    |           |
| 12 | 23 mars      | Spice Girls                        | Mama / Who Do You Think You Are                                    |           |
| 13 | 30 mars      | The Chemical Brothers              | Block Rockin' Beats                                                |           |
| 14 | 6 avril      | R. Kelly                           | I Believe I Can Fly                                                |           |
| 15 | 13 avril     | R. Kelly                           | I Believe I Can Fly                                                |           |
| 16 | 20 avril     | R. Kelly                           | I Believe I Can Fly                                                |           |
| 17 | 27 avril     | Michael Jackson                    | Blood on the Dance Floor                                           |           |
| 18 | 4 mai        | Gary Barlow                        | Love Won't Wait                                                    |           |
| 19 | 11 mai       | Olive                              | You're Not Alone                                                   |           |
| 20 | 18 mai       | Olive                              | You're Not Alone                                                   |           |
| 21 | 25 mai       | Eternal feat. BeBe Winans (en)     | I Wanna Be the Only One                                            |           |
| 22 | 1er juin     | Hanson                             | MMMBop                                                             |           |
| 23 | 8 juin       | Hanson                             | MMMBop                                                             |           |
| 24 | 15 juin      | Hanson                             | MMMBop                                                             |           |
| 25 | 22 juin      | Puff Daddy & Faith Evans feat. 112 | I'll Be Missing You                                                |           |
| 26 | 29 juin      | Puff Daddy & Faith Evans feat. 112 | I'll Be Missing You                                                |           |
| 27 | 6 juillet    | Puff Daddy & Faith Evans feat. 112 | I'll Be Missing You                                                |           |
| 28 | 13 juillet   | Oasis                              | D'You Know What I Mean?                                            |           |
| 29 | 20 juillet   | Puff Daddy & Faith Evans feat. 112 | I'll Be Missing You                                                |           |
| 30 | 27 juillet   | Puff Daddy & Faith Evans feat. 112 | I'll Be Missing You                                                |           |
| 31 | 3 août       | Puff Daddy & Faith Evans feat. 112 | I'll Be Missing You                                                |           |
| 32 | 10 août      | Will Smith                         | Men in Black                                                       |           |
| 33 | 17 août      | Will Smith                         | Men in Black                                                       |           |
| 34 | 24 août      | Will Smith                         | Men in Black                                                       |           |
| 35 | 31 août      | Will Smith                         | Men in Black                                                       |           |
| 36 | 7 septembre  | The Verve                          | The Drugs Don't Work                                               |           |
| 37 | 14 septembre | Elton John                         | Candle in the Wind 1997 / Something About the Way You Look Tonight |           |
| 38 | 21 septembre | Elton John                         | Candle in the Wind 1997 / Something About the Way You Look Tonight |           |
| 39 | 28 septembre | Elton John                         | Candle in the Wind 1997 / Something About the Way You Look Tonight |           |
| 40 | 5 octobre    | Elton John                         | Candle in the Wind 1997 / Something About the Way You Look Tonight |           |
| 41 | 12 octobre   | Elton John                         | Candle in the Wind 1997 / Something About the Way You Look Tonight |           |
| 42 | 19 octobre   | Spice Girls                        | Spice Up Your Life                                                 |           |
| 43 | 26 octobre   | Aqua                               | Barbie Girl                                                        |           |
| 44 | 2 novembre   | Aqua                               | Barbie Girl                                                        |           |
| 45 | 9 novembre   | Aqua                               | Barbie Girl                                                        |           |
| 46 | 16 novembre  | Aqua                               | Barbie Girl                                                        |           |
| 47 | 23 novembre  | Divers artistes                    | Perfect Day                                                        |           |
| 48 | 30 novembre  | Divers artistes                    | Perfect Day                                                        |           |
| 49 | 7 décembre   | Teletubbies                        | Teletubbies say "Eh-oh!"                                           |           |
| 50 | 14 décembre  | Teletubbies                        | Teletubbies say "Eh-oh!"                                           |           |
| 51 | 21 décembre  | Spice Girls                        | Too Much                                                           |           |
| 52 | 28 décembre  | Spice Girls                        | Too Much                                                           |           |

## Classement des albums
| №  | Date         | Artiste                    | Titre                                | Référence |
| -- | ------------ | -------------------------- | ------------------------------------ | --------- |
| 1  | 5 janvier    | Spice Girls                | Spice                                |           |
| 2  | 12 janvier   | Spice Girls                | Spice                                |           |
| 3  | 19 janvier   | Spice Girls                | Spice                                |           |
| 4  | 26 janvier   | Madonna et divers artistes | Evita: Music From the Motion Picture |           |
| 5  | 2 février    | Reef                       | Glow                                 |           |
| 6  | 9 février    | Texas                      | White on Blonde                      |           |
| 7  | 16 février   | Blur                       | Blur                                 |           |
| 8  | 23 février   | Mansun                     | Attack of the Grey Lantern           |           |
| 9  | 2 mars       | Spice Girls                | Spice                                |           |
| 10 | 9 mars       | U2                         | Pop                                  |           |
| 11 | 16 mars      | Spice Girls                | Spice                                |           |
| 12 | 23 mars      | Spice Girls                | Spice                                |           |
| 13 | 30 mars      | Spice Girls                | Spice                                |           |
| 14 | 6 avril      | Spice Girls                | Spice                                |           |
| 15 | 13 avril     | The Chemical Brothers      | Dig Your Own Hole                    |           |
| 16 | 20 avril     | Depeche Mode               | Ultra                                |           |
| 17 | 27 avril     | The Charlatans             | Tellin' Stories                      |           |
| 18 | 4 mai        | The Charlatans             | Tellin' Stories                      |           |
| 19 | 11 mai       | Spice Girls                | Spice                                |           |
| 20 | 18 mai       | Michael Jackson            | Blood on the Dance Floor             |           |
| 21 | 25 mai       | Michael Jackson            | Blood on the Dance Floor             |           |
| 22 | 1er juin     | Gary Barlow                | Open Road                            |           |
| 23 | 8 juin       | Wu-Tang Clan               | Wu-Tang Forever                      |           |
| 24 | 15 juin      | Hanson                     | Middle of Nowhere                    |           |
| 25 | 22 juin      | Radiohead                  | OK Computer                          |           |
| 26 | 29 juin      | Radiohead                  | OK Computer                          |           |
| 27 | 6 juillet    | The Prodigy                | The Fat of the Land                  |           |
| 28 | 13 juillet   | The Prodigy                | The Fat of the Land                  |           |
| 29 | 20 juillet   | The Prodigy                | The Fat of the Land                  |           |
| 30 | 27 juillet   | The Prodigy                | The Fat of the Land                  |           |
| 31 | 3 août       | The Prodigy                | The Fat of the Land                  |           |
| 32 | 10 août      | The Prodigy                | The Fat of the Land                  |           |
| 33 | 17 août      | Texas                      | White on Blonde                      |           |
| 34 | 24 août      | Oasis                      | Be Here Now                          |           |
| 35 | 31 août      | Oasis                      | Be Here Now                          |           |
| 36 | 7 septembre  | Oasis                      | Be Here Now                          |           |
| 37 | 14 septembre | Oasis                      | Be Here Now                          |           |
| 38 | 21 septembre | Ocean Colour Scene         | Marchin' Already                     |           |
| 39 | 28 septembre | Oasis                      | Be Here Now                          |           |
| 40 | 5 octobre    | The Verve                  | Urban Hymns                          |           |
| 41 | 12 octobre   | The Verve                  | Urban Hymns                          |           |
| 42 | 19 octobre   | The Verve                  | Urban Hymns                          |           |
| 43 | 26 octobre   | The Verve                  | Urban Hymns                          |           |
| 44 | 2 novembre   | The Verve                  | Urban Hymns                          |           |
| 45 | 9 novembre   | Spice Girls                | Spiceworld                           |           |
| 46 | 16 novembre  | Spice Girls                | Spiceworld                           |           |
| 47 | 23 novembre  | Céline Dion                | Let's Talk About Love                |           |
| 48 | 30 novembre  | Céline Dion                | Let's Talk About Love                |           |
| 49 | 7 décembre   | Spice Girls                | Spiceworld                           |           |
| 50 | 14 décembre  | Céline Dion                | Let's Talk About Love                |           |
| 51 | 21 décembre  | Céline Dion                | Let's Talk About Love                |           |
| 52 | 28 décembre  | The Verve                  | Urban Hymns                          |           |

## Meilleures ventes de l'année
L'hommage d'Elton John à la princesse Diana Spencer avec la chanson Candle in the Wind 1997, sortie sur un single double face A partagé avec le titre Something About the Way You Look Tonight, s'est écoulé à 4 770 000 exemplaires. Il s'agit d'un record, la chanson est en effet la plus vendue de tous les temps au Royaume-Uni. En juillet 2021, le nombre de ventes s'élève à 4 940 000.
Le tube Barbie Girl du groupe dano-norvégien Aqua réalise la deuxième meilleure vente de l'année avec 1 590 000 exemplaires, suivi par I'll Be Missing You interprété par Puff Daddy et Faith Evans, écoulé à 1 390 000 exemplaires.
La quatrième place est occupée par Perfect Day, une chanson interprétée à l'origine par Lou Reed, enregistrée ici par un collectif d'artistes (dont Lou Reed) pour l'association caritative de la BBC, Children in Need, qui s'est vendue à 1 270 000 exemplaires.
Le Top 5 annuel est complété par Teletubbies Say "Eh-oh", chanson enregistrée par le casting de la série télévisée Les Télétubbies qui a trouvé 901 000 acheteurs. 
| Singles | Albums |
| --- | --- |
| 1. Elton John – Candle in the Wind 1997 / Something About the Way You Look Tonight 2. Aqua - Barbie Girl 3. Puff Daddy & Faith Evans feat. 112 – I'll Be Missing You 4. Divers artistes - Perfect Day 5. Teletubbies - Teletubbies Say "Eh-oh!" 6. Will Smith - Men in Black 7. No Doubt - Don't Speak 8. Natalie Imbruglia - Torn 9. Spice Girls - Spice Up Your Life 10. Chumbawamba - Tubthumping | 1. Oasis – Be Here Now 2. The Verve - Urban Hymns 3. Spice Girls - Spice 4. Spice Girls - Spiceworld 5. Texas - White on Blonde 6. The Prodigy - The Fat of the Land 7. Céline Dion - Let's Talk About Love 8. Radiohead - OK Computer 9. Eternal - Greatest Hits 10. Wham! - The Best of Wham!: If You Were There... |